# Timóteo Pereira da Rosa
Timóteo Pereira da Rosa (São Borja, 1834 — 15 de julho de 1877) foi um militar, magistrado, advogado e político brasileiro.
Com doze anos de idade mudou-se para Porto Alegre, onde frequentou o colégio de Hilário Ferrugem, um dos melhores da época na cidade. Depois foi para o Rio de Janeiro cursar a Escola Militar. Permaneceu um ano e abandonou a farda, matriculando-se na Faculdade de Direito de São Paulo, onde formou-se em 1859.
Voltando ao Rio Grande do Sul, foi nomeado juiz em São Borja, na qual permaneceu por dois anos, quando abandonou a carreira para abrir uma banca de advogado. Filiado ao Partido Liberal, foi presidente da Câmara Municipal de Uruguaiana e depois eleito deputado à assembléia provincial, em 1862, sendo nomeado presidente da câmara. Foi reeleito diversas vezes, voltando a presidir a assembléia em 1877.